# Moc (film)
Moc (v anglickém originále Power) je americký dramatický film z roku 1986. Režisérem filmu je Sidney Lumet. Hlavní role ve filmu ztvárnili Richard Gere, Julie Christie, Gene Hackman, Kate Capshaw a Denzel Washington.

## Obsazení
| Richard Gere      | Pete St. John    |
| Julie Christie    | Ellen Freeman    |
| Gene Hackman      | Wilfred Buckley  |
| Kate Capshaw      | Sydney Betterman |
| Denzel Washington | Arnold Billings  |
| E. G. Marshall    | Sam Hastings     |
| Beatrice Straight | Claire Hastings  |
| Fritz Weaver      | Wallace Furman   |